# Список кримських ханів

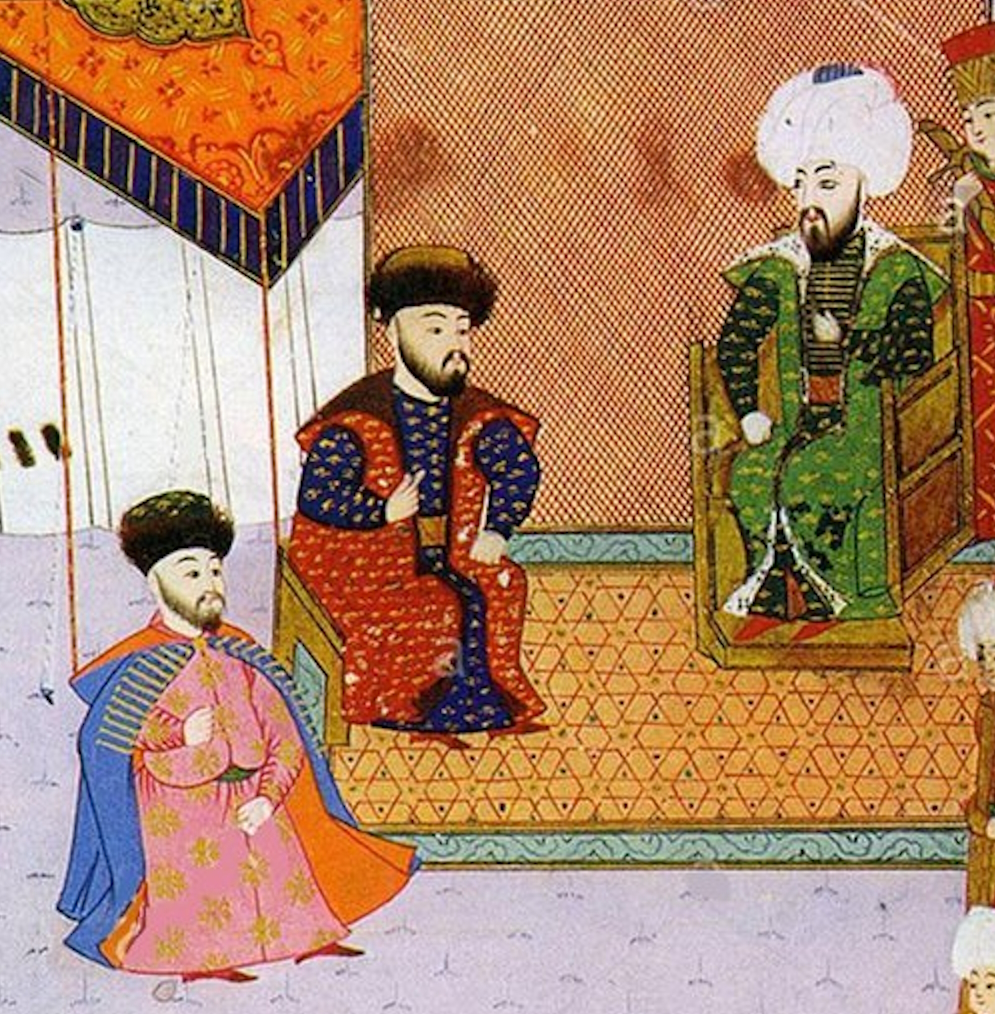
Менґлі I Ґерай (усередині) зі своїм старшим сином, майбутнім ханом Мехмедом I Ґераєм (ліворуч) та турецьким султаном Баязидом II (праворуч). З турецької мініатюри XVI ст.

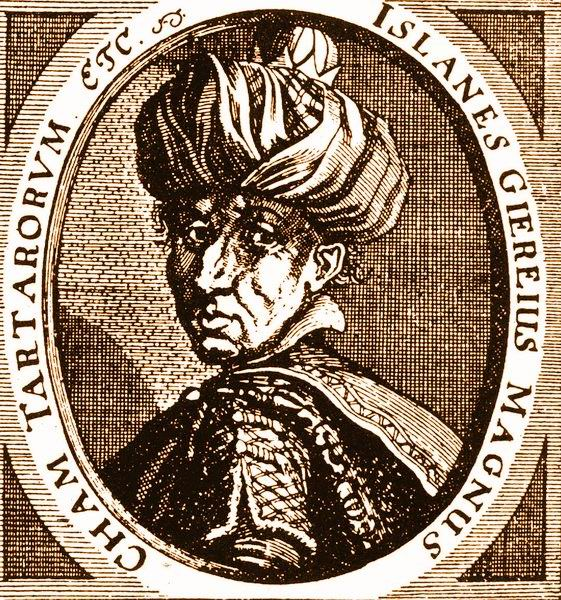
Іслям III Ґерай

У таблиці наведено хронологічний перелік правителів Кримського ханства.
| Роки правління     | Ім'я             | Нотатки                                |
| ------------------ | ---------------- | -------------------------------------- |
| 1427 або 1441—1456 | Хаджі I Ґерай    | перше правління                        |
| 1456               | Айдер            |                                        |
| 1456-1466          | Хаджі I Ґерай    | друге правління                        |
| 1466-1467          | Нур-Девлет       | перше правління                        |
| 1467               | Менґлі I Ґерай   | перше правління                        |
| 1467-1469          | Нур-Девлет       | друге правління                        |
| 1469-1475          | Менґлі I Ґерай   | друге правління                        |
| 1475-1476          | Нур-Девлет       | третє правління                        |
| 1476-1477          | Джанібек-хан     | з династії Астраханських Тукатимуридів |
| 1477-1478          | Нур-Девлет       | четверте правління                     |
| 1478-1515          | Менґлі I Ґерай   | третє правління                        |
| 1515-1523          | Мехмед I Ґерай   |                                        |
| 1523-1524          | Гази I Ґерай     |                                        |
| 1524-1532          | Саадет I Ґерай   |                                        |
| 1532               | Іслям I Ґерай    |                                        |
| 1532-1551          | Сахіб I Ґерай    |                                        |
| 1551-1577          | Девлет I Ґерай   |                                        |
| 1577-1584          | Мехмед II Ґерай  |                                        |
| 1584               | Саадет II Ґерай  |                                        |
| 1584-1588          | Іслям II Ґерай   |                                        |
| 1588-1596          | Гази II Ґерай    | перше правління                        |
| 1596               | Фетіх I Ґерай    |                                        |
| 1596-1607          | Гази II Ґерай    | друге правління                        |
| 1607-1608          | Тохтамиш Ґерай   |                                        |
| 1608-1610          | Селямет I Ґерай  |                                        |
| 1610-1623          | Джанібек Ґерай   | перше правління                        |
| 1623-1628          | Мехмед III Ґерай | †                                      |
| 1628-1635          | Джанібек Ґерай   | друге правління                        |
| 1635-1637          | Інаєт Ґерай      |                                        |
| 1637-1641          | Бахадир I Ґерай  |                                        |
| 1641-1644          | Мехмед IV Ґерай  | перше правління                        |
| 1644-1654          | Іслям III Ґерай  |                                        |
| 1654-1666          | Мехмед IV Ґерай  | друге правління                        |
| 1666-1671          | Аділь Ґерай      |                                        |
| 1671-1678          | Селім I Ґерай    | перше правління                        |
| 1678-1683          | Мурад Ґерай      |                                        |
| 1683-1684          | Хаджі II Ґерай   |                                        |
| 1684-1691          | Селім I Ґерай    | друге правління                        |
| 1691               | Саадет III Ґерай |                                        |
| 1691-1692          | Сафа Ґерай       |                                        |
| 1692-1699          | Селім I Ґерай    | третє правління                        |
| 1699-1702          | Девлет II Ґерай  | перше правління                        |
| 1702-1704          | Селім I Ґерай    | четверте правління                     |
| 1704-1707          | Гази III Ґерай   |                                        |
| 1707-1708          | Каплан I Ґерай   | перше правління                        |
| 1709-1713          | Девлет II Ґерай  | друге правління                        |
| 1713-1715          | Каплан I Ґерай   | друге правління                        |
| 1716-1717          | Девлет III Ґерай |                                        |
| 1717-1724          | Саадет IV Ґерай  |                                        |
| 1724-1730          | Менґлі II Ґерай  | перше правління                        |
| 1730-1736          | Каплан I Ґерай   | третє правління                        |
| 1736-1737          | Фетіх II Ґерай   |                                        |
| 1737-1740          | Менґлі II Ґерай  | друге правління                        |
| 1740-1743          | Селямет II Ґерай |                                        |
| 1743-1748          | Селім II Ґерай   |                                        |
| 1748-1756          | Арслан Ґерай     | перше правління                        |
| 1756-1758          | Халім Ґерай      |                                        |
| 1758-1764          | Кирим Ґерай      | перше правління                        |
| 1765-1767          | Селім III Ґерай  | перше правління                        |
| 1767               | Арслан Ґерай     | друге правління                        |
| 1767-1768          | Максуд Ґерай     |                                        |
| 1768-1769          | Кирим Ґерай      | друге правління                        |
| 1769-1770          | Девлет IV Ґерай  | перше правління                        |
| 1770               | Каплан II Ґерай  |                                        |
| 1770-1771          | Селім III Ґерай  | друге правління                        |
| 1771-1775          | Сахіб II Ґерай   | †                                      |
| 1775-1777          | Девлет IV Ґерай  | друге правління                        |
| 1777-1782          | Шахін Ґерай      | перше правління                        |
| 1782               | Бахадир II Ґерай |                                        |
| 1782-1783          | Шагін Ґерай      | друге правління                        |

† Правління Джанібека Ґерая у 1624 році і Максуда Ґерая у 1771—1772 роках не враховуються. Хоча ці хани були формально затверджені османськими султанами, вони не могли зайняти трон і реально не правили Кримом. У зазначені роки ханство контролювали Мехмед III Ґерай і Сахіб II Ґерай відповідно.
Додаток: Номінальні хани Шахбаз Ґерай (1787—1789) і Бахт Ґерай (1789—1792), які іноді зустрічаються у списках кримських ханів у літературі, не включені до списку, оскільки вони не керували Кримом через його анексію Російською імперією у 1783 році. Ці два володарі контролювали лише Буджак, західну околицю Кримського ханства.